# BMW R 32
BMW R 32 – produkowany od 1923 do 1926 dwucylindrowy (bokser) motocykl firmy BMW, będący pierwszym motocyklem w ofercie firmy wcześniej specjalizującej się  w budowie silników lotniczych. Skonstruowany przez głównego konstruktora BMW Maksa Fritza.

## Historia
Sprzedano 3090 sztuk w cenie 2200 Reichsmarek.

## Konstrukcja
Dwucylindrowy dolnozaworowy silnik w układzie bokser o mocy 8,5 KM wbudowany wzdłużnie. Suche sprzęgło jednotarczowe połączone z 3-biegową, ręcznie sterowaną skrzynią biegów. Napęd koła tylnego wałem Kardana. Podwójna rama rurowa ze sztywnym zawieszeniem tylnego koła i wahaczowym przedniego koła. Prędkość maksymalna: 95 km/h.